# Chemin de fer de Sprimont
Le Chemin de fer de Sprimont (Musée Vivant d'Archéologie Industrielle - Minier et Carrier) est une association active dans la promotion et la préservation du patrimoine ferroviaire industriel Belge. Elle exploite une courte section de voie industrielle de 60 cm d'écartement à Sprimont, sur l'assiette de la ligne vicinale Poulseur - Sprimont - Trooz, dont la vocation principale était la desserte des carrières de Chanxhe et Sprimont.

## Les collections

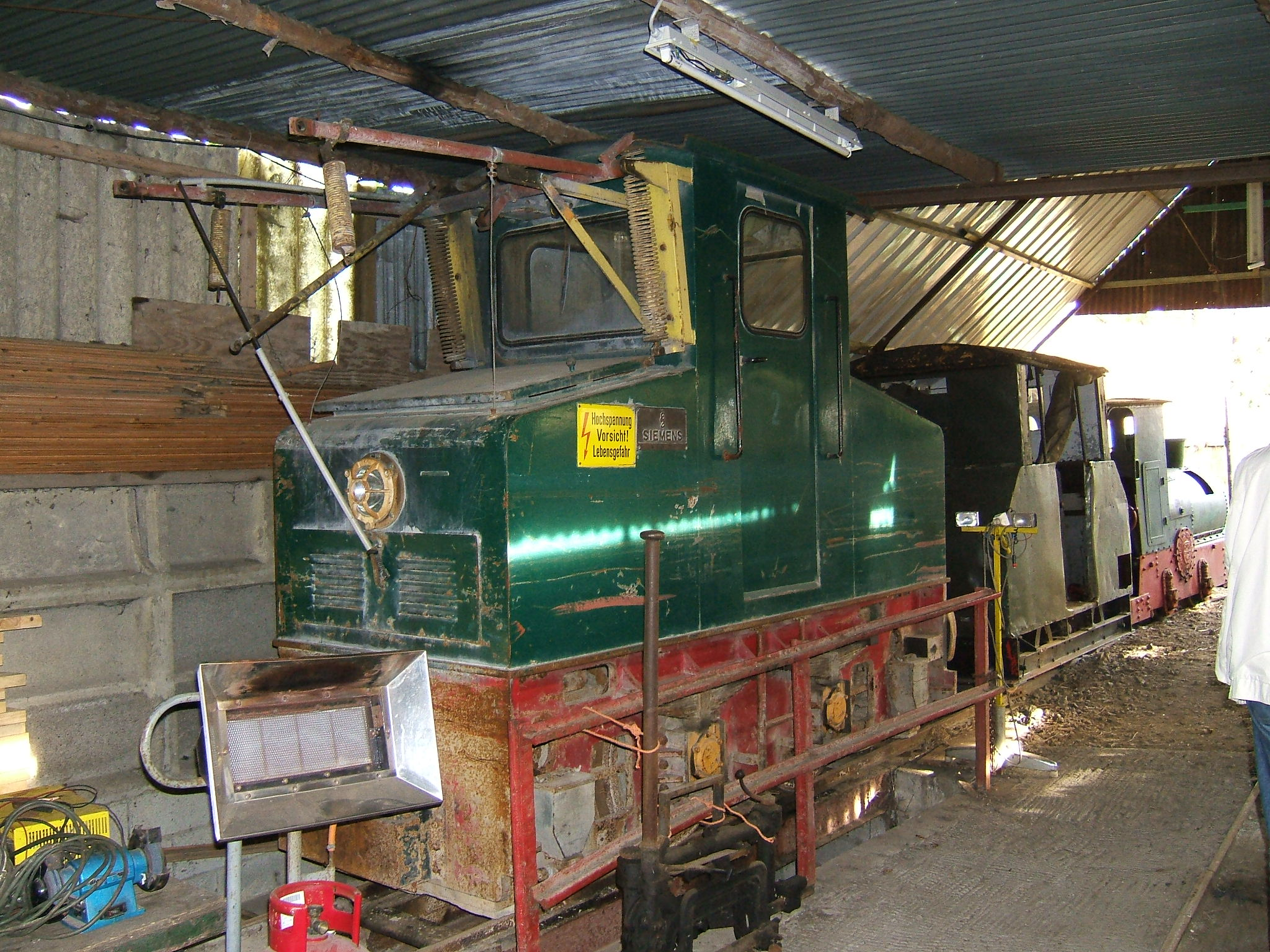
Locomotive électrique industrielle Siemens

La collection de l'association compte une vingtaine de locomotives, dont une à traction électrique et une locomotive à vapeur.
La moitié de cette collection est en état de marche. Une vingtaine de remorques pour le transport de personnes et de nombreux wagons sont également préservés, ainsi que quelques autobus historiques.
Les listes qui suivent ne sont pas exhaustive et doivent être complétées ou actualisées au fil du temps (dernière actualisation en juin 2025) :

### Locomotive à vapeur
| Photo | Matricule       | Constructeur et date                          | État actuel    | Origine et informations techniques |
| ----- | --------------- | --------------------------------------------- | -------------- | --- |
|       | MARIE (no 1826) | Orenstein & Koppel (Berlin - Allemagne), 1906 | Opérationnelle | - Locomotive de type 020T (locomotive-tender), d'origine allemande. - Histoire : Cette petite locomotive à vapeur transportait des pierres de la carrière d'Hallambaye-Haccourt au canal de Liège à Maastricht au profit de la société anonyme des Marnières de Loën. Elle fonctionnera jusqu'à la fin de la 2e guerre mondiale avant de passer de mains en mains, ce qui a permis sa conservation. En 2007, l'asbl la rachète en pièces détachées en restaurant quelques-unes de ses pièces et la remonte pour l'installer sur la voie pour être présentée statiquement (non opérationnelle) en 2016 à l'occasion du 35ème anniversaire de l'association. Début 2020 elle parti en République Tchèque pour y subir une restauration complète en vue d'être mise en service pour le 15 juin 2025,. - 0,0 m, 8 t (00 t en ordre de marche), vitesse maximum : 00 km/h (30 cv). - Timbre chaudière : 00 kg/cm² - Capacité de la soute à charbon : 000 kg - Capacité de la soute à eau : 690 L |

### Locotracteurs diesel
| Photo | Matricule | Constructeur et date | État actuel | Origine et informations techniques |
| ----- | --------- | -------------------- | ----------- | ---------------------------------- |

### Locotracteurs électrique
| Photo | Matricule | Constructeur et date | État actuel | Origine et informations techniques |
| ----- | --------- | -------------------- | ----------- | ---------------------------------- |